# Prhati (gmina Barban)
Prhati – wieś w Chorwacji, w żupanii istryjskiej, w gminie Barban. W 2011 roku liczyła 142 mieszkańców.